# 23734 Кімґіхун
23734 Кімґіхун (23734 Kimgyehyun) — астероїд головного поясу, відкритий 23 квітня 1998 року.
Тіссеранів параметр щодо Юпітера — 3,638.
Названий на честь Кім Ґі Хуна переможця конкурсу Intel International Science and Engineering Fair що зайняв друге місце на цьому конкурсі .